# オンリー・フールズ (曲)
「オンリー・フールズ」 (Only Fools (Never Fall in Love))は、イギリスの歌手ソニアの楽曲。この曲はソニアの2枚目のスタジオ・アルバム『オンリー・フールズ』のためにナイジェル・ライトによってプロデュースされた。この曲は1970年代に成功を収めたブラザーフッド・オブ・マンのマネージャーとして知られるトニー・ヒラーと一時期バンドに在籍していた元メンバーのバリー・アップトンによって書き上げられた。曲は1991年5月にI.Q.というレーベルからアルバムからの1stシングルとして発売され、イギリスとアイルランドでTOP10を記録するヒットになった。

## 背景と作曲
曲の共作者であるバリー・アップトンはこの曲は元々ダイアナ・ロスに提供することを念頭に置いて書き上げたとコメントしている。だがソニアのA&Rであったサイモン・コーウェルはこの曲を聴いてソニアに歌わせることを決めた。曲がヒットした後、アップトンはソニアと直接仕事をしたがったが、コーウェルがこれを妨げた。

## 商業的反応
スマッシュ・ヒッツのマーク・フリスはこの曲を1963年に作られていてもおかしくないと形容し、ソニアは彼女が他に2人の相応しいメンバーを見つけることが出来たなら、スプリームスにもなり得るとコメントした。

## チャート成績
イギリスでは1991年6月1日に28位で初登場し、4週目に10位を記録、その8週間後にTOP100から姿を消した。この曲は全曲のラジオで頻繁にオンエアされ、その結果エアプレイチャートでは2位を記録した。この曲はアイルランドでも6位を記録したほか、フィンランドでは29位、ドイツでは51位を記録した。ヨーロッパ全体のチャートでは1991年6月15日に64位で初登場し、2週間後に31位を記録し、5週にわたってチャートに登場した。

## トラックリスト
- 7インチ / カセット・シングル[8][9]

1. "Only Fools (Never Fall in Love)"
2. "Only Fools (Never Fall in Love)" (instrumental)

- 12インチ・シングル[10]

A. "Only Fools (Never Fall in Love)" (extended club mix)
B. "Only Fools (Never Fall in Love)" (instrumental)
- CDシングル[11]

1. "Only Fools (Never Fall in Love)" (7-inch version)
2. "Only Fools (Never Fall in Love)" (extended club mix)
3. "Only Fools (Never Fall in Love)" (instrumental)

## チャート
| チャート (1991)                               | 最高 順位 |
| --------------------------------------------- | --------- |
| ヨーロッパ (European Airplay Top 50)          | 23        |
| ヨーロッパ (Eurochart Hot 100)                | 31        |
| フィンランド (スオメン・ヴィラリネン・リスタ) | 29        |
| ドイツ (Airplay Top 20)                       | 18        |
| ドイツ (GfK Entertainment charts)             | 51        |
| アイルランド (IRMA)                           | 6         |
| スウェーデン (Airplay Top 20)                 | 18        |
| イギリス (Airplay Top 20)                     | 2         |
| イギリス (OCC)                                | 10        |